# يو إف سي 232
	يو إف سي 232: جونز ضد جوستافسون 2 (بالإنجليزية: UFC 232: Jones vs. Gustafsson 2)‏ هو حدث لفنون القتال المختلطة نظمته يو إف سي، أُقيم في 29 ديسمبر 2018، على منتدى كيا في إنغليووود، كاليفورنيا، الولايات المتحدة.